# 薛元瑞
薛元瑞（1621年2月28日—17世紀），號鶴胎，北直隸順天府霸州大城縣人，清朝初年政治人物。

## 生平
薛元瑞是明崇禎十二年（1639年）順天鄉試舉人，清順治三年（1646年）成進士，先在通政司觀政，後獲授保定教授，四年（1647年）陞國子監助教，後因父母離世回鄉丁憂，七年（1650年）服闋補原職，再改任兵部職方司主事，他勤學而善記，個性儉朴，顯貴後並未矯情造作，如諸生一樣。

## 家族
曾祖薛鏜；祖父薛承周，庠生；父薛博，知縣。

## 引用
1. 1 2  《順治三年丙戌科進士三代履歷》：薛元瑞，曾祖鏜；祖承周，庠生；父博，知縣。鶴胎，詩二房，辛酉二月初八日生，大城人，己卯三十五名，會試三百五十九名，三甲一百十六名，通政司觀政，授保定府教授，丁亥升國子監助教，丁憂，庚寅補原職。
2. ↑  光緒《大城縣志·卷八·選舉志》：科名表……國朝……（順治）三年丙戌傅以漸榜（進士） 薛元瑞 明崇禎己卯科舉人，任兵部職方司主事，勤學善記，賦性儉朴，貴而不矯，如諸生然。